# راي جيروم بيكر
راي جيروم بيكر (بالإنجليزية: Ray Jerome Baker)‏ هو مصور أمريكي، ولد في 1 ديسمبر 1880 في روكفورد في الولايات المتحدة، وتوفي في 1 أكتوبر 1972 في هونولولو في الولايات المتحدة.